# Maison de Milan Zloković
La maison de Milan Zloković (en serbe cyrillique : Кућа Милана Злоковића ; en serbe latin : Kuća Milana Zlokovića) est située à Belgrade, la capitale de la Serbie, dans la municipalité urbaine de Vračar. Construite en 1927, elle est inscrite sur la liste des biens culturels de la Ville de Belgrade.

## Présentation

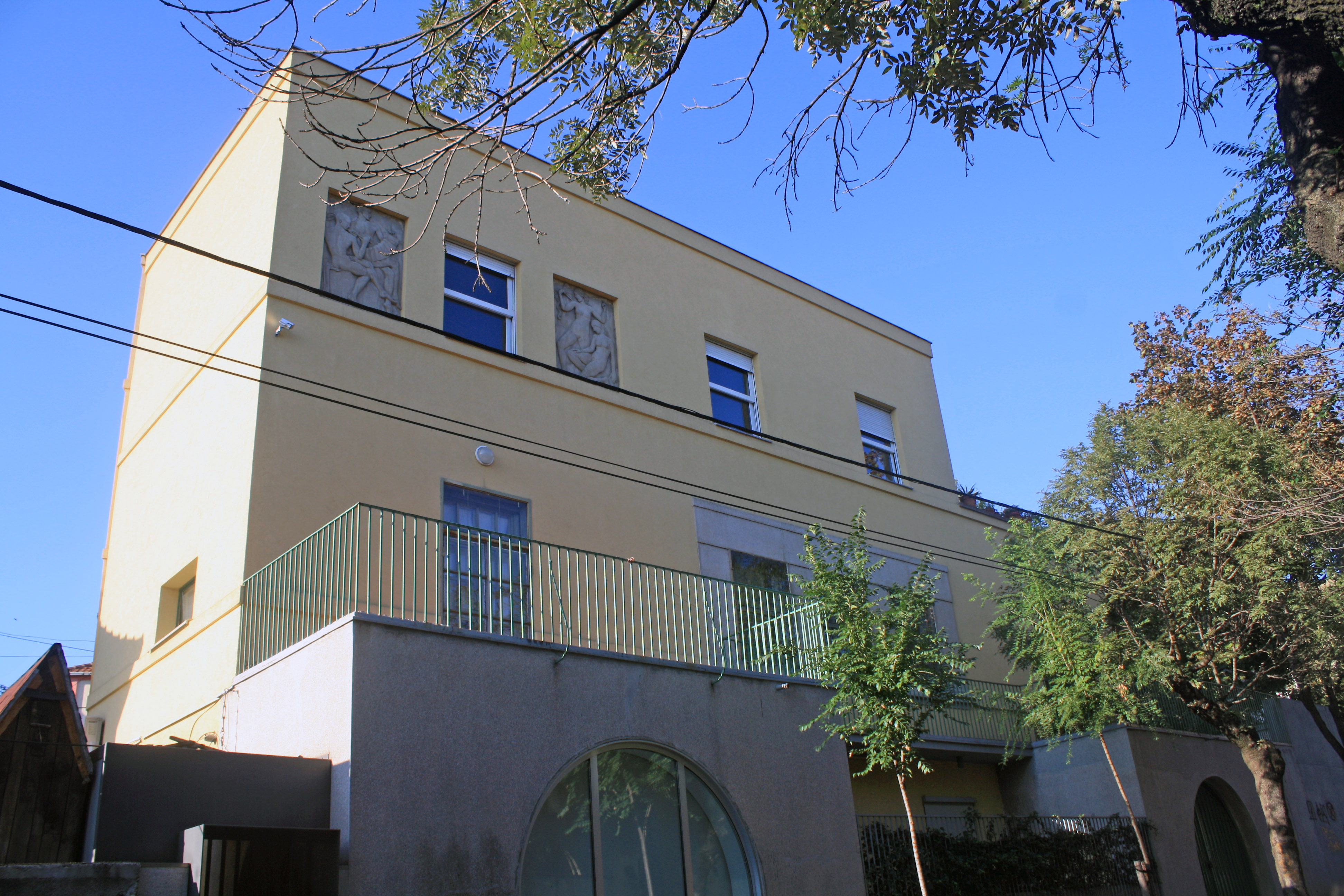
Autre vue de la maison

La maison de l'architecte Milan Zloković, situé 76 rue Internacionalnih brigada dans le quartier de Kotež-Neimar, a été construite en 1927 par Zloković lui-même pour sa propre famille. Dans le dessin de sa maison, l'architecte a mis en œuvre pour la première fois ses idées progressistes, anticipant sur l'architecture moderniste en Serbie dans l'entre-deux-guerres.
Au lieu de mettre en valeur, pour elle-même, l'angularité du bâtiment à la manière de l'académisme, la maison de Zloković accentue l'angle de la maison par un double enchevêtrement de masses en trois dimensions. L'approche moderniste est soulignée par l'absence de décoration, remplacée par un jeu sur la structure cubiste de l'édifice. À l'extérieur, le rez-de-chaussée est doté d'ouvertures en arcades, tandis les fenêtres de l'étage supérieur sont séparées par des reliefs.
Milan Zloković (1898-1965) fut une des figures les plus importantes de l'architecture serbe du XXe siècle. Sa maison conserve une importante collection de documents le concernant.